# Djebel Khroufa
Djebel Khroufa és una muntanya boscosa de Tunísia declarada reserva natural pel govern per la protecció principalment del cérvol de Barbaria el 18 de desembre de 1993, situada a la delegació de Nefza, a la governació de Béja. Ocupa una superfície de cent vint-i-cinc hectàrees.